# Salvador Larroca
Salvador Larroca (nacido en Valencia en 1964) es un dibujante de historietas español que ha tenido gran éxito en los Estados Unidos, trabajando como parte del equipo de Marvel Comics en series como Los 4 Fantásticos (30 números entre 1998 y 2000) y en diferentes series de los X-Men (un total de 67 números entre 2000 y 2006). En 2009 fue el primer dibujante español ganador de un premio Eisner (los Óscar del cómic) por la nueva serie del Iron Man junto al guionista Matt Fraction. Anteriormente ya habían sido nominados a dichos premios por un anual del Spider-Man.

## Biografía

### Inicios
Salvador Larroca se dio a conocer a los lectores españoles por sus ilustraciones para las ediciones españolas de cómics Marvel publicados por Planeta-DeAgostini Comics. En 1992 la filial británica de Marvel le dio la oportunidad de dedicarse profesionalmente a dibujar cómics, lo que le permite abandonar su trabajo en una empresa de cartografía digital. Para Marvel UK dibujaría dos de sus series más importantes, Dark Angel (#11-16) y Death's Head (#12-15), publicados entre 1993 y 1993 antes del cierre del subsello británico.

### Madurez
Posteriormente se le encargó junto a Stuart Immonen el Hulk Annual #20 (1994). Poco después se convirtió en dibujante regular de Ghost Rider durante dos años y medio (#51-81), período en que su arte denotaba fuerte influencia de Jim Lee. También dibuja Speed Demon para los especiales de la línea Amalgam co-publicados por DC Comics y Marvel. Durante este periodo, gracias a su velocidad de trabajo, también pudo colaborar paralelamente en trabajos breves para DC Comics (Flash #95-100) y Wildstorm (StormWatch #18), pero aparte de estos cómics, todo el resto de su carrera posterior la ha desarrollado enteramente en Marvel. 
Su carrera se consolida al colaborar con algunas páginas del especial The Age of apocalypse: The Chosen (algunas páginas), y otras series de X-Men: Gambit and the externals #3-4 (1996), Excalibur #107-110, Uncanny X-Men #338 (algunas páginas, alternándose con Joe Madureira) y la miniserie de cuatro números Psylocke & archangel: Crimson Dawn (1997).

## Características
- Larroca ha demostrado capacidad para mantener una serie mensual sin problema, atributo que le da valor agregado sobre otros dibujantes más talentosos.
- Son frecuentes en sus trabajos los guiños a España y su cultura popular, como ha demostrado en obras como Spider-Man: Dinastía de M, en la que aparece en la habitación del hijo de Peter Parker un póster de Los Lunnis.
- También suelen destacar los parecidos de muchos de los personajes que dibuja con actores reales, como Bruce Willis, Johnny Depp, Gene Hackman,...
- Larroca ha trabajado con los más importantes iconos de la editorial Marvel, como Spider-Man, Iron Man, los X-Men y Los 4 Fantásticos.
- Por otro lado, Larroca es en ocasiones objeto de polémica por el hecho de que en algunas de sus obras es patente el uso de imágenes tomadas de Google e nsertadas en el cómic tras un retoque con PhotoShop  (enlace roto disponible en Internet Archive; véase el historial, la primera versión y la última).; una práctica que no gusta mucho a los lectores y que en países de habla inglesa se denomina "tracing".

## Enlaces relacionados
- Galería de artes originales (enlace roto disponible en Internet Archive; véase el historial, la primera versión y la última).
- Portadas de Larroca para Psylocke & Archangel: Crimson Dawn
- Portadas de Larroca para Excalibur
- http://www.comics.org/covers.lasso?SeriesID=5795 Portadas de Larroca para Héroes Reborn: The Return
- Salvador Larroca en Guía del cómic Archivado el 10 de diciembre de 2008 en Wayback Machine. (incluye una extensa bibliografía del autor)

- Datos: Q585741